# Limia dominicensis
Limia dominicensis är en fiskart som först beskrevs av Valenciennes, 1846.  Limia dominicensis ingår i släktet Limia och familjen Poeciliidae. Inga underarter finns listade i Catalogue of Life.